# 胡鵬飛 (臺灣)
胡鵬飛（1932年—2016年12月8日），臺灣企業家，啟德機械起重工程股份有限公司創始人，籍貫江蘇太倉，祖籍安徽舒城。原為中華民國空軍工兵士官長，後在新竹開設起重公司，成為企業家。並建造天宏宮，祭拜瑤池金母與蔣介石。胡鵬飛熱心公益，時常捐款救助貧苦，長年在新竹發送白米與食物捐助貧民、街友，晚年還在安徽省舒城市捐贈人民幣數億元，改善當地設施，創立啟德小學，供當地貧童讀書，被尊稱為「胡大善人」。

## 生平
出身江蘇望族，外公與父親因得罪地方軍閥，一家被殺。一名士官拯救了母親、他、與其姐姐，而後該士官成為胡鵬飛的繼父。幼年隨繼父於上海經商，從小愛在黃浦江畔看吊車作業，也時常隨父到蘇州、昆山、常熟、無錫等地出差。
1947年，年僅十五歲，被迫加入中華民國空軍工兵，在南京機場工作。1948年調動到臺灣，後因兩岸分治從此定居臺灣，在軍中，他辛苦鍛鍊中國武術，擅長猴拳、五形拳，並時常為弟兄打抱不平，1950年以空軍聯隊工兵中士副班長身分，曾舉報長官貪污，親自上訪，並獲得蔣經國接見。1962年參加中華民國武術協會擂台賽，擊敗日本聞名國際的「八光流柔術」大師「奧山龍峰」，為國爭光。 
除了武術以外，他還在軍中習得起重工程的技術，號稱「吊車第一把手」。退伍後進入業界，擔任吊車領班，三十九歲那年，因上司偷工減料，機械故障，發生工安意外，跌斷雙腿，身負重傷，於是生活潦倒，四處借貸，一度打算輕生。本來打算開車撞安全島自殺，以身上僅剩的五毛錢買了一支線香，向瑤池金母抱怨自己的命運後，獲得金母託夢，勸他保重身體，咬牙創業。胡聽從神諭，1975年向部隊同袍、眷村的鄰居、本省籍的朋友借錢、標會，終於買了一輛二手吊車，開設「啟德起重公司」，一創業即稍有成果，故篤信瑤池金母，1976年建造天宏宮祭拜金母。
1979年新竹科學園區成立時胡鵬飛不惜貸款，以鉅資引進西德技術，聯電、旺宏、茂矽、臺積電等大公司都來合作，使公司大有斬獲，成為亞洲前五名的起重公司，胡鵬飛因而致富，但仍然身兼此廟的主持。1990年開始在天宏宮祭拜一尊由金門請來的蔣介石銅像。
2000年以後，去蔣化運動勃興，各縣市政府追求轉型正義，移除蔣介石銅像，胡鵬飛將各地的蔣介石銅像收至天宏宮，而後任何廟宇、部隊商借蔣公銅像，胡鵬飛從不拒絕。胡鵬飛曾表示，他出借「蔣公」有三個條件，一是免費，二是要簽借據，三是要擲筊，「委員長」同意才能去。借據是為免以後蔣公銅像又要落難，借用者若不想供奉，一定要立即歸還天宏宮。在這段期間內，他曾經自資在有線電視台「國衛電視」，主持逢周日晚間播出的政論節目《三曹開判》，攻擊綠營的不法不義行為。胡鵬飛婉拒與其子胡漢龑（龑，音「演」，原名胡嘉倫） 同住豪宅，只願意住在天宏宮的小禪房，胡漢龑說：「我蓋了八層樓豪宅，希望他搬過來，他就是不肯，說要跟瑤池金母住。」而後罹患阿茲海默症。
2011年10月胡鵬飛由「特別助理」傅慰孤（退役中將，曾任空軍副總司令）搭載，卻遭到胡鵬飛之子胡漢龑報警指控綁架，傅慰孤說，胡鵬飛發現公司資產異常，懷疑兒子掏空公司，委任他擔任特助，要調查此事，這讓胡漢龑對他很不滿。胡漢龑則痛批傅慰孤妨害名譽。說老父罹患阿茲海默症，因此傅慰孤常把其父偷偷帶走，拐父親簽訂委任書、契約書等，設法詐財。兩人說法極為分歧。而後胡鵬飛對於傅慰孤頗有微詞，滿腹無奈地說：「認識他的過程，現在回想起來有點引狼入室的感覺，但整起事件是時間點剛好，才讓他們有機會。就當我識人不明，又學到一個社會經驗吧。」
2016年12月8日，因為多重器官衰竭，病逝於臺北馬偕醫院。12月24日舉行告別式，新竹市市長林智堅、新竹縣縣長邱鏡淳、聯電榮譽副董事長宣明智等百位政經重要人物都到場致意，啟德起重公司出動36輛、價值新臺幣15億元的吊車組成車隊送行，從啟德公司浩浩蕩蕩出發，沿途經過新竹科學園區、新竹市區等，並繞至胡鵬飛晚年居處「天宏宮」，向其篤信的瑤池金母告別，綿延近1公里長的吊車車隊，沿途場面壯觀。

## 延伸閱讀
- 《一個半下流社會者的心聲》胡鵬飛 東佑出版社 ISBN 9789579669597

## 外部連結
- 蘋果特寫：老董做廟公 打猴拳拜蔣公 （页面存档备份，存于）
- 供奉蔣公 大老闆樂當廟公 （页面存档备份，存于）
- 綁架？掏空？啟德機械 父子交惡 （页面存档备份，存于）
- 起重機大王控前空軍副總司令　擄人敲詐1,500萬
- 起重傳奇胡鵬飛告別式　15億吊車車隊綿延1公里送行 （页面存档备份，存于）